# デイビーボーイ・スミス
デイビーボーイ・スミス（Davey Boy Smith、本名：David Smith、1962年11月27日 - 2002年5月17日）は、イギリス・マンチェスター出身のプロレスラー。正式な本名は "David Boy Smith" であり、ミドルネームの「Boy」は、母親が出生届を書く際に、性別欄とミドルネーム欄を間違ったことから付いたといわれる。
従兄弟のダイナマイト・キッドとタッグチーム「ブリティッシュ・ブルドッグス」を組み、WWFなどで活躍した。ハート・ファミリーの総帥スチュ・ハートの四女と結婚（のちに離婚）しており、ブレット・ハート、オーエン・ハートらとは義兄弟の間柄にあった。ジョニー・スミスは親戚とされているが実際に血縁関係はない。
息子のハリー・スミスもプロレスラーであり、WWEではデイビッド・ハート・スミスと名乗って活動、2012年秋の新日本プロレス参戦時からはデイビーボーイ・スミス・ジュニアと改名した。

## 来歴
1978年イギリスでプロレスラーとしてデビュー。その後ダイナマイト・キッドの後を追う形でカナダのカルガリーへ渡り、スチュ・ハート主宰のスタンピード・レスリングにて活動。1982年7月9日にはキッドを破り英連邦ミッド・ヘビー級王座を獲得した。
1983年11月、新日本プロレスに初来日。ザ・バンピード（The Bumpet）なる覆面レスラーとして、ザ・コブラとのNWA世界ジュニアヘビー級王座決定戦に出場したが、試合直前に自らマスクを脱ぎ捨て正体を明かした。ジュニアヘビー級離れしたパワーファイターで、当時の実際の体重は103kgでジュニアヘビー級のリミットである220ポンド（99.8kg）を超えており、実況で山本小鉄も3〜4kg落とさなければいけないと解説している。実況の古舘伊知郎の紹介の中でも実際のウェイト発表はなく「ジュニアヘビー級リミットぎりぎりのウェイト」と表現されていた。
カナダではヘビー級の選手として活動し、1984年6月18日にバンクーバーにてバッドニュース・アレンを破り北米ヘビー級王座を獲得。同年11月、キッドと共に全日本プロレスへ電撃移籍。全日本マットでは従兄弟という設定のジョニー・スミスともタッグチームを組んでいる。
1985年にWWF入りし、ブリティッシュ・ブルドッグス（The British Bulldogs）のチーム名で活躍。1986年4月7日にはレッスルマニア2のシカゴ大会に出場し、ジョニー・バリアント率いるドリーム・チーム（グレッグ・バレンタイン&ブルータス・ビーフケーキ）からWWF世界タッグ王座を奪取している。1988年末にWWFを離脱し、翌年より全日本プロレスに復帰するが、スミスが突然に他団体との契約をしてしまい、キッドとのチームは空中分解。これはキッドも聞いていなかったという。キッドによれば、その後スミスは「キッドが交通事故に遭い、次期シリーズは出られない」とのデマを全日本プロレスサイドへ流し、あやうくキッドが干されるところだった。以後、スミスが死去するまで両者は一度も再会することはなかったという（しかし、息子のデイビーボーイ・スミス・ジュニアはキッドとの親交を続け、キッドが死去する半年前にも英国で面会しており、2018年12月9日に新日本プロレスで行われた追悼セレモニーでも、スミス・ジュニアはキッドの遺影を掲げた）。
1990年、シングルプレイヤーとしてWWFと再契約。1992年8月29日には地元イギリスのウェンブリー・スタジアムに8万人の観客を集めて開催されたサマースラムにおいて、ブレット・ハートを破りインターコンチネンタル王座を獲得した。1993年2月からはWCWに参戦し、ベイダーらと抗争。ロード・スティーブン・リーガルとの英国人同士の抗争も展開した。
1994年よりWWFに復帰し、レックス・ルガーとの米英コンビ、アライド・パワーズ（The Allied Powers）などで活動。1996年からはヒールに転向して義弟のオーエン・ハートとタッグを結成、同年9月22日にスモーキン・ガンズ（ビリー・ガン&バート・ガン）を破り、再びWWF世界タッグ王座を奪取した。1997年にはハート・ファウンデーションに加わっている。同年11月9日のモントリオール事件以降WCWに移籍したが、1999年にヒールとしてWWFに復帰。WWFには2000年まで所属し、ザ・ロックらと対戦した。
2002年5月17日にカルガリーの自宅で心臓発作を起こし、39歳で死去。ステロイド剤投与とドラッグの影響だといわれている。
2020年3月12日、WWE殿堂入りが発表された。

## 得意技
- ランニング・パワースラム
- リフトアップ・スラム
- ブレーンバスター
- ロメロ・スペシャル

## 獲得タイトル
ワールド・レスリング・フェデレーション
- WWFインターコンチネンタル王座 : 1回
- WWF世界タッグ王座 : 2回（w / ダイナマイト・キッド、オーエン・ハート）
- WWFヨーロピアン王座 : 2回（初代王者でもある）
- WWFハードコア王座 : 2回
- WWE殿堂 : 2020年[9]

スタンピード・レスリング
- スタンピード北米ヘビー級王座 : 2回
- スタンピード英連邦ミッドヘビー級王座 : 1回
- スタンピード・インターナショナルタッグ王座 : 4回（w / ブルース・ハート×2、ダイナマイト・キッド×2）

## 入場曲
- JUNGLE WATERFALL（リターン・トゥ・フォーエヴァー）